# Феличантонио (Пескара)
Феличантонио (итал. Feliciantonio) је насеље у Италији у округу Пескара, региону Абруцо.
Према процени из 2011. у насељу је живело 238 становника. Насеље се налази на надморској висини од 100 м.